# U.S. International Figure Skating Classic de 2016
O U.S. International Figure Skating Classic de 2016 foi a quinta edição do U.S. International Figure Skating Classic, um evento anual de patinação artística no gelo, e que fez parte do Challenger Series de 2016–17. A competição foi disputada entre os dias 14 de setembro e 18 de setembro, na cidade de Salt Lake City, Utah, Estados Unidos.

## Eventos
- Individual masculino
- Individual feminino
- Duplas
- Dança no gelo

## Medalhistas
| Evento                        | Ouro                                               | Prata                                          | Bronze                                                 |
| Individual masculino detalhes | Jason Brown · Estados Unidos                       | Takahito Mura · Japão                          | Adam Rippon · Estados Unidos                           |
| Individual feminino detalhes  | Satoko Miyahara · Japão                            | Mariah Bell · Estados Unidos                   | Karen Chen · Estados Unidos                            |
| Duplas detalhes               | Brittany Jones · Joshua Reagan · Canadá            | Jessica Calalang · Zack Sidhu · Estados Unidos | Alexandria Shaughnessy · James Morgan · Estados Unidos |
| Dança no gelo detalhes        | Madison Hubbell · Zachary Donohue · Estados Unidos | Kana Muramoto · Chris Reed · Japão             | Alexandra Paul · Mitchell Islam · Canadá               |

## Resultados

### Individual masculino
| Pos.              | Nome            | Nacionalidade  | Pontos | PC         | PL          |
| ----------------- | --------------- | -------------- | ------ | ---------- | ----------- |
| Medalha de ouro   | Jason Brown     | Estados Unidos | 254.04 | 83.18 (2)  | 170.86 (1)  |
| Medalha de prata  | Takahito Mura   | Japão          | 252.20 | 82.55 (3)  | 169.65 (2)  |
| Medalha de bronze | Adam Rippon     | Estados Unidos | 248.24 | 87.86 (1)  | 160.38 (3)  |
| 4                 | Brendan Kerry   | Austrália      | 222.40 | 73.93 (6)  | 148.47 (5)  |
| 5                 | Nam Nguyen      | Canadá         | 220.55 | 74.08 (5)  | 146.47 (5)  |
| 6                 | Ross Miner      | Estados Unidos | 214.48 | 71.37 (8)  | 143.11 (6)  |
| 7                 | Sean Rabbitt    | Estados Unidos | 209.66 | 72.45 (7)  | 137.21 (7)  |
| 8                 | Elladj Baldé    | Canadá         | 207.94 | 74.32 (4)  | 133.62 (8)  |
| 9                 | Mitchell Gordon | Canadá         | 200.17 | 67.25 (9)  | 132.92 (9)  |
| 10                | Keiji Tanaka    | Japão          | 185.98 | 61.85 (11) | 124.13 (10) |
| 11                | Andrew Dodds    | Austrália      | 160.54 | 61.98 (10) | 98.56 (11)  |
| 12                | Jordan Dodds    | Austrália      | 139.44 | 48.18 (13) | 91.26 (12)  |
| 13                | Bela Papp       | Finlândia      | 137.88 | 52.45 (12) | 85.43 (13)  |

### Individual feminino
| Pos.              | Nome                  | Nacionalidade  | Pontos | PC         | PL         |
| ----------------- | --------------------- | -------------- | ------ | ---------- | ---------- |
| Medalha de ouro   | Satoko Miyahara       | Japão          | 206.75 | 70.09 (1)  | 136.66 (1) |
| Medalha de prata  | Mariah Bell           | Estados Unidos | 184.22 | 60.64 (2)  | 123.58 (2) |
| Medalha de bronze | Karen Chen            | Estados Unidos | 162.08 | 51.50 (6)  | 110.58 (3) |
| 4                 | Choi Da-bin           | Coreia do Sul  | 152.99 | 58.70 (3)  | 94.29 (5)  |
| 5                 | Paige Rydberg         | Estados Unidos | 149.35 | 52.53 (5)  | 96.82 (4)  |
| 6                 | Emily Chan            | Estados Unidos | 139.43 | 54.22 (4)  | 85.21 (6)  |
| 7                 | Elizabet Tursynbaeva  | Cazaquistão    | 127.06 | 48.33 (8)  | 78.73 (9)  |
| 8                 | Aimee Buchanan        | Israel         | 122.52 | 37.82 (10) | 84.70 (7)  |
| 9                 | Kim Decelles          | Canadá         | 120.41 | 48.37 (7)  | 72.04 (10) |
| 10                | Lee Seo-young         | Coreia do Sul  | 118.08 | 38.95 (9)  | 79.13 (8)  |
| 11                | Yasmine Kimiko Yamada | Suíça          | 92.18  | 35.11 (11) | 57.07 (11) |
| 12                | Dimitra Korri         | Grécia         | 81.31  | 24.97 (12) | 56.34 (12) |

### Duplas
| Pos.              | Nome                                  | Nacionalidade  | Pontos | PC        | PL        |
| ----------------- | ------------------------------------- | -------------- | ------ | --------- | --------- |
| Medalha de ouro   | Brittany Jones / Joshua Reagan        | Canadá         | 155.48 | 55.64 (2) | 99.84 (1) |
| Medalha de prata  | Jessica Calalang / Zack Sidhu         | Estados Unidos | 151.24 | 58.74 (1) | 92.50 (2) |
| Medalha de bronze | Alexandria Shaughnessy / James Morgan | Estados Unidos | 140.08 | 47.78 (3) | 92.30 (3) |
| 4                 | Sumire Suto / Francis Boudreau-Audet  | Japão          | 122.64 | 44.48 (4) | 78.16 (4) |
| 5                 | Paris Stephens / Matthew Dodds        | Austrália      | 82.76  | 33.02 (5) | 49.74 (5) |

### Dança no gelo
| Pos.              | Nome                                   | Nacionalidade    | Pontos | DC         | DL         |
| ----------------- | -------------------------------------- | ---------------- | ------ | ---------- | ---------- |
| Medalha de ouro   | Madison Hubbell / Zachary Donohue      | Estados Unidos   | 166.90 | 64.82 (1)  | 102.08 (1) |
| Medalha de prata  | Kana Muramoto / Chris Reed             | Japão            | 151.18 | 61.10 (2)  | 90.08 (2)  |
| Medalha de bronze | Alexandra Paul / Mitchell Islam        | Canadá           | 141.20 | 53.94 (5)  | 87.26 (3)  |
| 4                 | Olivia Smart / Adrià Díaz              | Espanha          | 138.34 | 57.12 (3)  | 81.22 (5)  |
| 5                 | Karina Manta / Joseph Johnson          | Estados Unidos   | 137.76 | 53.60 (6)  | 84.16 (4)  |
| 6                 | Yura Min / Alexander Gamelin           | Coreia do Sul    | 134.74 | 55.48 (4)  | 79.26 (8)  |
| 7                 | Alisa Agafonova / Alper Uçar           | Turquia          | 131.76 | 52.08 (7)  | 79.68 (7)  |
| 8                 | Danielle Thomas / Daniel Eaton         | Estados Unidos   | 128.64 | 48.92 (9)  | 79.72 (6)  |
| 9                 | Tina Garabedian / Simon Proulx-Sénécal | Armênia          | 127.38 | 51.38 (8)  | 76.00 (9)  |
| 10                | Cortney Mansour / Michal Češka         | República Tcheca | 120.20 | 45.70 (11) | 74.50 (10) |
| 11                | Mackenzie Bent / Dmitre Razgulajevs    | Canadá           | 112.10 | 46.22 (10) | 65.88 (12) |
| 12                | Katharina Müller / Tim Dieck           | Alemanha         | 109.84 | 40.58 (12) | 69.26 (11) |

## Quadro de medalhas
| Ordem | País           | Medalha de ouro | Medalha de prata | Medalha de bronze |    | Ordem por total |
| ----- | -------------- | --------------- | ---------------- | ----------------- | -- | --------------- |
| 1     | Estados Unidos | 2               | 2                | 3                 | 7  | 1               |
| 2     | Japão          | 1               | 2                |                   | 3  | 2               |
| 3     | Canadá         | 1               |                  | 1                 | 2  | 3               |
| TOTAL | TOTAL          | 4               | 4                | 4                 | 12 | —               |